# Żabbar St. Patrick Football Club
Lo Żabbar St. Patrick Football Club è una società calcistica maltese con sede nella città di Żabbar.
Il club, fondato nel 1912, milita dalla stagione 2024-25 nella Premier League, la massima serie del campionato maltese.

## Storia
Nato nel 1912 come Żabbar Hompesch, il club ha assunto la denominazione attuale nel 2013.
Ha partecipato in totale a 10 edizioni del campionato di massima serie maltese, l'ultima delle quali nel 2024-2025, dopo la promozione ottenuta nel 2024. La sua precedente apparizione risaliva al 2004-05 (con il nome di St. Patrick's Football Club).

## Palmarès

### Competizioni nazionali
- First Division: 3

1982-1983, 1994-1995, 2003-2004
- Second Division: 4

1949-1950, 1959-1960, 1981-1982, 1988-1989
- Third Division: 1

1980-1981
- National Amateur Cup: 2

2021-2022, 2022-2023